# Monte Kristo
Monte Kristo est un groupe d'Italo disco français, actif entre 1985 et 1988. Il connaît un succès éphémère dans les années 1980, notamment avec le single The Girl of Lucifer.

## Histoire
Le groupe est composé à l'origine du pianiste et producteur Jean-Luc Drion et du musicien Gérard Dulinski, issus du groupe Magazine 60. Dominique Regia-Corte, également membre de Magazine 60 au début des années 1980, collabore avec le groupe en co-écrivant avec Jean-Luc Drion le tube The Girl of Lucifer qui se classe huitième du Top 50 en novembre 1985. Les principaux interprètes du groupe sont Francesco Cherillo et sa sœur, Antonietta Cherillo. En août 1986, le deuxième single de Monte Kristo, Sherri Mi-Saï, se classe 43e du Top 50.

## Discographie

### Singles
- 1985 : The Girl of Lucifer
- 1986 : Sherry Mi-Saï
- 1986 : Lady Valentine
- 1988 : La Vie d'un enfant

### Compilation
- 2010 : Master Collection 1985-1988